# Leperditia
Leperditia ett släkte av paleozoiska musselkräftor med något olikstora, glatta bönlika skal och "ögonfläck" belägen dorsalt i främre änden av skalet. Leperditia kunde nå en längd av 20 millimeter.
Leperditia förekommer i undersilur till och med karbon. I Gotlands översilur har man påträffat 9 arter, och andra förekommer som fossil i Skåne, Dalarna och Jämtland.